# Copa del Rey 1918
Die Copa del Rey 1918 war die 16. Austragung des spanischen Fußballpokals.
Der Wettbewerb startete am 8. April und endete mit dem Finale am 12. Mai 1918 im Estadio de O’Donnell in Madrid. Titelverteidiger des Pokalwettbewerbes war der Madrid FC. Den Titel gewann Real Unión durch einen 2:0-Erfolg im Finale gegen den Madrid FC.

## Teilnehmer
| Regionalbewerb         | Meister                |
| ---------------------- | ---------------------- |
| Andalusien             | Recreativo Huelva      |
| Asturien               | Sporting Gijón         |
| Galicien               | Real Club Fortuna Vigo |
| Campionat de Catalunya | Español Barcelona      |
| Campeonato Centro      | Madrid FC              |
| Region Nord            | Real Unión Irún        |

Konnten die im Viertel- bzw. Halbfinale aufeinandertreffenden Mannschaften jeweils eines der Spiele gewinnen, wurde noch nicht das Torverhältnis zur Bestimmung des Siegers herangezogen, sondern ein Entscheidungsspiel ausgetragen.

## Viertelfinale
Das Hinspiel wurde am 8. April, das Rückspiel am 14. April 1918 ausgetragen.
|                   |  |                                                        | Hinspiel | Rückspiel |
| ----------------- |  | ------------------------------------------------------ | -------- | --------- |
| Español Barcelona |  | Madrid FC                                              | 3:0      | 0:1       |
| Real Unión        |  | Sporting Gijón \| colspan="2" align="center" \| 14:1 1 |          |           |
| Recreativo Huelva |  | Freilos                                                |          |           |
| RC Fortuna Vigo   |  | Freilos                                                |          |           |

Entscheidungsspiel
Das Spiel wurde am 16. April im Estadio de O’Donnell in Madrid ausgetragen.
|           | Ergebnis |                   |
| --------- | -------- | ----------------- |
| Madrid FC | 2:1      | Español Barcelona |

## Halbfinale
Hin- und Rückspiel wurden am 21. und 28. April 1918 ausgetragen.
|                   |  |                                                    | Hinspiel | Rückspiel |
| ----------------- |  | -------------------------------------------------- | -------- | --------- |
| Recreativo Huelva |  | Madrid FC                                          | 0:2      | 0:4       |
| RC Fortuna Vigo   |  | Real Unión \| colspan="2" align="center" \| 11:4 1 |          |           |

## Finale
| Real Unión                                                 | Real Unión | Madrid FC | Madrid FC |
| ---------------------------------------------------------- | --- | --- | --------- |
| Real Unión                                                 | \| Endspiel \| \| 12. Mai 1918 um 17:00 Uhr in Madrid (Estadio de O’Donnell) \| \| Ergebnis: 2:0 (1:0) \| \| Zuschauer: – \| \| Schiedsrichter: Pepe Torrens (Barcelona) \| \| Spielbericht \| | \| Endspiel \| \| 12. Mai 1918 um 17:00 Uhr in Madrid (Estadio de O’Donnell) \| \| Ergebnis: 2:0 (1:0) \| \| Zuschauer: – \| \| Schiedsrichter: Pepe Torrens (Barcelona) \| \| Spielbericht \|                                       | Madrid FC |
| Real Unión                                                 | Domingo Muguruza – Manuel Carrasco, José Múgica – Román Emery, René Petit, Ramón Eguiazábal – José Angoso, Juan Legarreta , Patricio, Agustín Amántegui, Elías Acosta Cheftrainer: –           | Eduardo Teus – Cordero, Eulogio Aranguren – Ricardo Álvarez, Alberto Machimbarrena , Feliciano Rey – Antonio de Miguel, Santiago Bernabéu, Manuel Posada, Joaquín Caruncho, Josechu Sansinenea Cheftrainer: Arthur Johnson ( Irland) | Madrid FC |
| Real Unión                                                 | 1:0 Legarreta (45.+?') 2:0 Legarreta (85.) | | Madrid FC |
| Endspiel                                                   | | |           |
| 12. Mai 1918 um 17:00 Uhr in Madrid (Estadio de O’Donnell) | | |           |
| Ergebnis: 2:0 (1:0)                                        | | |           |
| Zuschauer: –                                               | | |           |
| Schiedsrichter: Pepe Torrens (Barcelona)                   | | |           |
| Spielbericht                                               | | |           |

Mit dem souveränen 2:0-Sieg gegen den Madrid FC, der bereits zum dritten Mal in Folge im Finale stand, wurde Real Unión nach dem Gewinn des „offiziellen“ Turniers 1913 nun zum zweiten Mal spanischer Pokalsieger.

## Siegermannschaft
(in Klammern sind die Spiele und Tore angegeben)
| 1. | Real Unión |
| -- | --- |
|    | - Tor: Domingo Muguruza (3/-) - Abwehr: Manuel Carrasco (3/-), José Múgica (3/-) - Mittelfeld: Ramón Eguiazábal (2/-), Román Emery (3/1), Ener (1/-), René Petit (2/2), Vázquez (1/-) - Sturm: Elías Acosta (3/-), Agustín Amántegui (3/1), José Angoso (2/-), Pepito Angoso (1/-), Juan Legarreta (3/2), Patricio (3/-) - Trainer: – |

3 Torschützen von Real Unión sind unbekannt. Außerdem kommt ein Eigentor hinzu.

## Torschützen
| Pl. | Nat.     | Spieler           | Verein            | Tore |
| --- | -------- | ----------------- | ----------------- | ---- |
| 1   | Spanier  | Santiago Bernabéu | Madrid FC         | 4    |
| 1   | Spanier  | Manuel Posada     | Madrid FC         | 4    |
| 3   | Spanier  | Gracia            | Español Barcelona | 3    |
| 4   | Spanier  | Juan Legarreta    | Real Unión        | 2    |
| 4   | Franzose | René Petit        | Real Unión        | 2    |
| 6   | Spanier  | Ricardo Álvarez   | Madrid FC         | 1    |
| 6   | Spanier  | Agustín Amántegui | Real Unión        | 1    |
| 6   | Spanier  | Román Emery       | Real Unión        | 1    |
| 6   | Spanier  | Reig              | Español Barcelona | 1    |
| 6   | Spanier  | Villaverde        | Sporting Gijón    | 1    |

Hinzu kommen drei Tore von Real Unión und ein Tor von RC Fortuna Vigo, bei denen die Torschützen unbekannt sind. Außerdem gab es ein Eigentor durch den Vigo-Spieler Ruiz, das für Real Unión zählte.